# Plectiscidea tumida
Plectiscidea tumida är en stekelart som beskrevs av Dasch 1992. Plectiscidea tumida ingår i släktet Plectiscidea och familjen brokparasitsteklar. Inga underarter finns listade i Catalogue of Life.